# United Brands Company contre Commission des Communautés européennes
 (novembre 2023).
 (novembre 2023).
L'arrêt United Brands contre Commission (1976) 27/76 est une affaire juridique de concurrence de l'UE concernant l'abus de position dominante sur un marché pertinent. L'affaire concernait la fameuse « clause de la banane verte ». Il s'agit de l'une des affaires les plus célèbres du droit européen de la concurrence, qui vise à interdire les cartels, la collusion et autres pratiques anticoncurrentielles et à interdire les abus de positions dominantes sur le marché.

## Faits
United Brands Company (UBC) est alors le premier fournisseur de bananes en Europe, utilisant principalement la marque Chiquita. UBC interdit à ses distributeurs de vendre des bananes d'autres fournisseurs. De plus, UBC fixe des prix chaque semaine ; facture des prix plus élevés dans différents États membres et impose des prix injustes aux clients de l'Union économique belgo-luxembourgeoise, au Danemark, aux Pays-Bas et en Allemagne. 
La Commission considère l'action de United Brands comme une violation de l'article 86 du traité de Rome (aujourd'hui article 102 du TFUE). Cette article interdit « l'abus de position dominante » sur le marché pertinent, qui se traduit par des pratiques affectant la compétitivité et le commerce entre les États Membres. L'affaire a été soumise pour décision préjudicielle à la Cour européenne de justice en vertu de l'article 177 du Traité de Rome (maintenant article 267 du TFUE).

## Décision
En accord avec la Commission, la CJCE juge que le comportement d'United Brands est illégal :
- La CJCE rejette l'affirmation de United Brands selon laquelle le marché des produits est le « marché des fruits frais dans son ensemble ». En effet, en raison de la notion d'élasticité croisée de la demande et des caractéristiques du produit, le marché de produits est défini comme étant le marché de la banane.
- UBC détient environ 45 % du marché de la banane de l'UE, ce qui est considéré comme une « position dominante »[4].
- Étant donné que la « clause sur la banane verte » empêche effectivement toute entreprise de logistique concurrente de transporter des bananes Chiquita, elle est anticoncurrentielle et en violation de l'article 86 du TFUE.